# Йоканьгская тюрьма
Йока́ньгская тюрьма́ (официально до 1920 г. — «Ссыльно-каторжная тюрьма на полуострове Йоканьга») — концентрационный лагерь для политических заключённых, созданный Временным правительством Северной области и функционировавший под белогвардейской администрацией с сентября 1919 года по февраль 1920 года. В советское время — лагерь в системе Северных лагерей особого назначения, затем в системе ГУЛАГа.

## История
Йоканьгская тюрьма была расположена на северо-востоке Кольского полуострова вблизи села Йоканьга (нынешний город Островной Мурманской области). Йоканьга, как и Мудьюг, ещё с царских времён являлась местом ссылки и каторги. В мае 1916 года тут началось строительство военно-морской базы. Стройкой руководила организация Мурманскстройка, позднее — специальное Управление по постройке баз на Мурманском побережье. В строительстве участвовало порядка 600 человек и уже за первые 5 месяцев были возведены 4 жилых дома, два склада и 28 разноцелевых бараков, две радиомачты, здание телеграфа. От базы до пристани была проведена полуторакилометровая дорога. Несмотря на то, что в ноябре 1916 года работы были временно приостановлены, использоваться база уже начала́.
Тюрьма на месте морской базы появилась 22 сентября 1919 года, через неделю после событий в тюрьме острова Му́дьюг. Там 15 сентября 1919 года произошло восстание, в ходе которого 53 человека прорвали проволоку и под пулемётным огнём смогли добраться до побережья, захватить рыбацкие баркасы и бежать на материк. При подавлении восстания было убито 11 человек, ещё 13 были расстреляны на следующий день.
С первой партией в Йоканьгскую тюрьму прибыло вместе со 110 человек администрации и охраны около 300 заключённых, а к ноябрю их количество увеличилось до 1080 человек. Начальником был назначен И. Ф. Судаков. Заключённых селили в неотапливаемых бараках и землянках, политических вместе с уголовными преступниками и солдатами дисциплинарного батальона. В тюрьме царили крайне жёсткие условия — пытки, голод, постоянные болезни, массовые расстрелы. К 20 февраля 1920 года в живых осталось лишь 682 человека, в числе которых 250 тяжело больных.

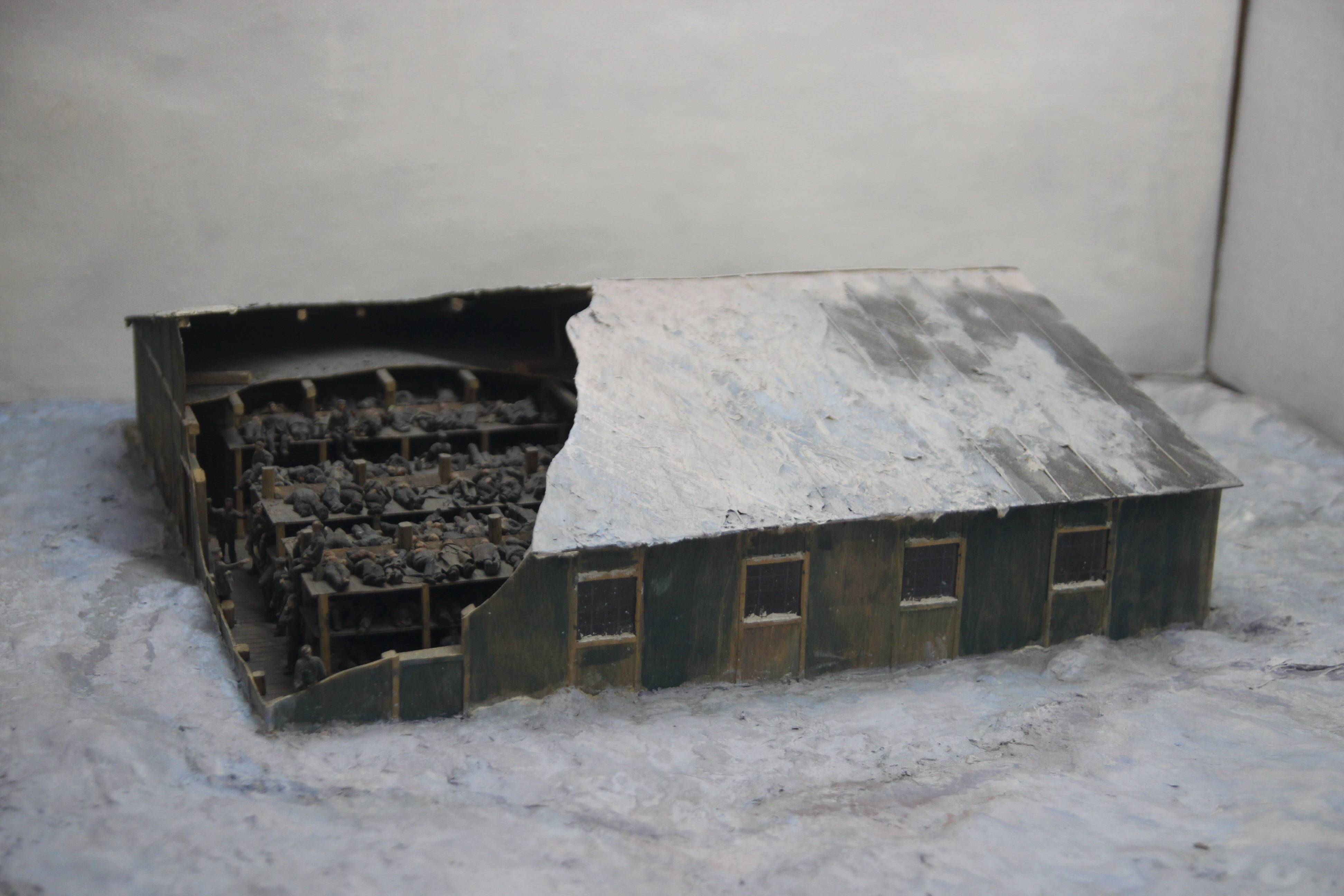
Модель Йоканьгской тюрьмы в Мурманском краеведческом музее

Результатом установившегося невыносимого режима в лагере было восстание, начавшееся 20 февраля 1920 года. Заключённые, избравшие совет под руководством М. И. Бечина, смогли разоружить гарнизон охраны. Спустя 10 дней бывшие заключённые были вывезены в Мурманск на ледокольных пароходах «Русанов», «Таймыр» и «Сибиряков». По пути умерло ещё 24 человека из числа тяжело больных. Умершие были похоронены в сквере в центре Мурманска.
7 ноября 1927 года в память об погибших узниках Йоканьгской тюрьмы Мурманске был открыт памятник жертвам интервенции 1918—1920 годов. Это первый памятник в Мурманске. В том же году памятный обелиск был установлен и в самой Йоканьге.
После включения в систему ГУЛАГа, Йоканьгский лагерь использовался в системе северных лагерей. Силами заключённых были построены железнодорожная и дорожно-транспортная инфраструктура, линии электропередач, военно-морская база и ряд военных объектов в самой Йоканьге и её окрестностях. В частности, заключённые из Йоканьги были брошены на строительство Кольской железной дороги, получившей название «509-я стройка» (Официально — Строительство № 509 ГУЛЖДС НКВД, а затем МВД СССР).